# Académie des arts et des sciences de Carcassonne
Créée en 1836, sous le nom de Société des arts et des sciences de Carcassonne, l'Académie des arts et des sciences de Carcassonne est une société savante qui a son siège à Carcassonne. Elle compte une centaine de sociétaires,,,.
Elle anime des conférences autour de sujets ayant trait à l'art, les sciences, les lettres, l'archéologie, la défense de la culture régionale et du patrimoine.
Elle participa à la création du Musée des beaux-arts de Carcassonne et à l'enrichissement des collections du dépôt lapidaire du château comtal de la Cité de Carcassonne. On lui doit également la restauration de la tombe du peintre Jacques Gamelin au cimetière Saint-Michel en 1889.
Elle publie, tous les deux ans, un recueil, Mémoires, reprenant l'ensemble du travail accompli.
Le siège abrite d'importantes archives et une bibliothèque,.
Les communications publiques gratuites ont lieu le 2e mercredi du mois à 17 heures à l'Auditorium - rue des Études à Carcassonne. Permanences le mercredi après-midi, au siège.

## Histoire
Fin 2022, à la suite des périodes de confinement liées à la crise du Covid-19, au manque de bénévoles pour la faire fonctionner et son déménagement, l'association est mise en difficultés,

## Publications
- Gérard Jean, Dictionnaire encyclopédique de l'Aude, t. 1, Carcassonne, 2010, 793 p. (ISBN 978-2-9535768-0-1)
- Gérard Jean, Dictionnaire encyclopédique de l'Aude, t. 2, Carcassonne, 2010, 1595 p. (ISBN 978-2-9535768-1-8)[10],[11]
- Société des Arts et Sciences de Carcassonne, Compte rendu des fêtes du centenaire 1936, Carcassonne, Imprimerie Gabelle, 1937, 91 p.
- Société des Arts et Sciences de Carcassonne, Catalogue de l'exposition artistique, archéologique et d'art rétrospectif, Carcassonne, Imprimerie François Pomiès, 1884, 96 p.

## Membres notables
- Guillaume Peyrusse (1776-1860), trésorier général de la Couronne, maire de Carcassonne ;
- Jacques-Alphonse Mahul (1795-1871), homme politique, historien ;
- Jean-Pierre Cros-Mayrevieille (1810-1876), historien, archéologue ;
- Théophile Marcou (1813-1893), journaliste, avocat, député, maire de Carcassonne ;
- Antoine Birotteau (1813-1899), historien, député, maire de Carcassonne ;
- Jean-Paul Laurens (1838-1921), sculpteur et peintre ;
- Joseph Poux (1873-1838), historien, archiviste paléographe ;
- Philippe Soum (1888-1968), médecin, maire de Carcassonne ;
- Michel Maurette (1898-1973), agriculteur, écrivain ;
- René Nelli (1906-1982), poète occitan, philosophe, historien ;
- Jacques Charpentier (1933-2017), compositeur et organiste ;
- Jean Guilaine (1936-), archéologue, membre de l'Académie des inscriptions et belles-lettres ;
- Albert Fert (1938-), physicien, prix Nobel de physique ;
- Wilfrid Estève (1968-), photographe et producteur.

## Présidents

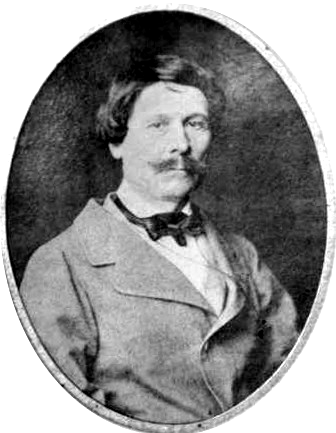
Jacques-Alphonse Mahul, président de la Société des arts et des sciences en 1847.
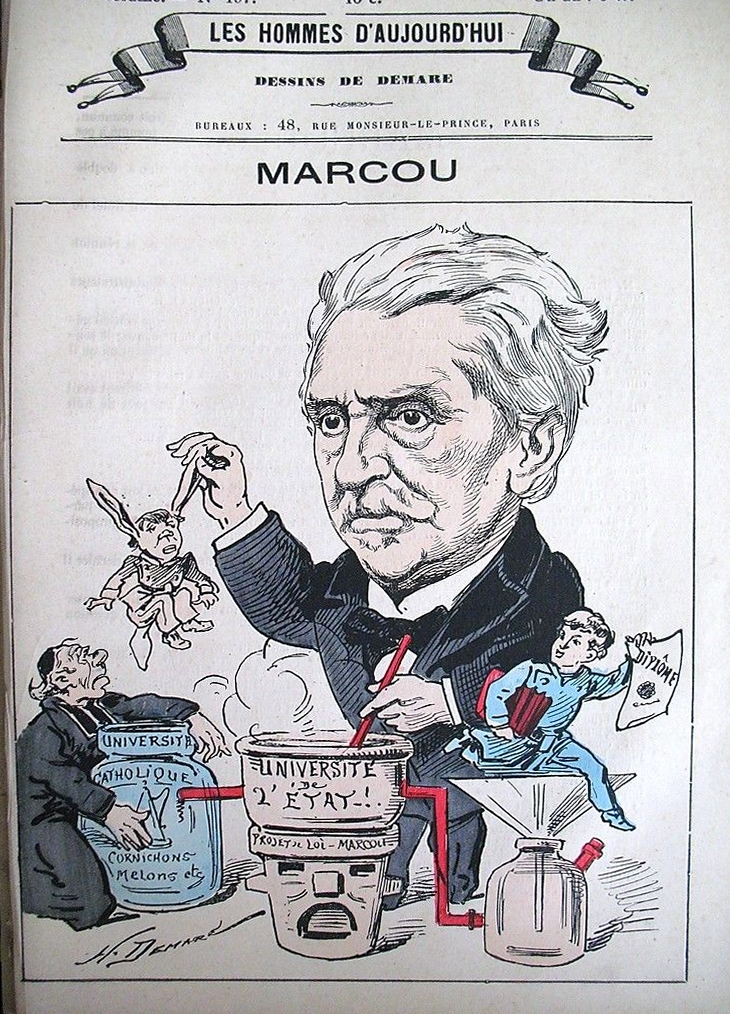
Théophile Marcou, président de la Société des arts et des sciences en 1848.
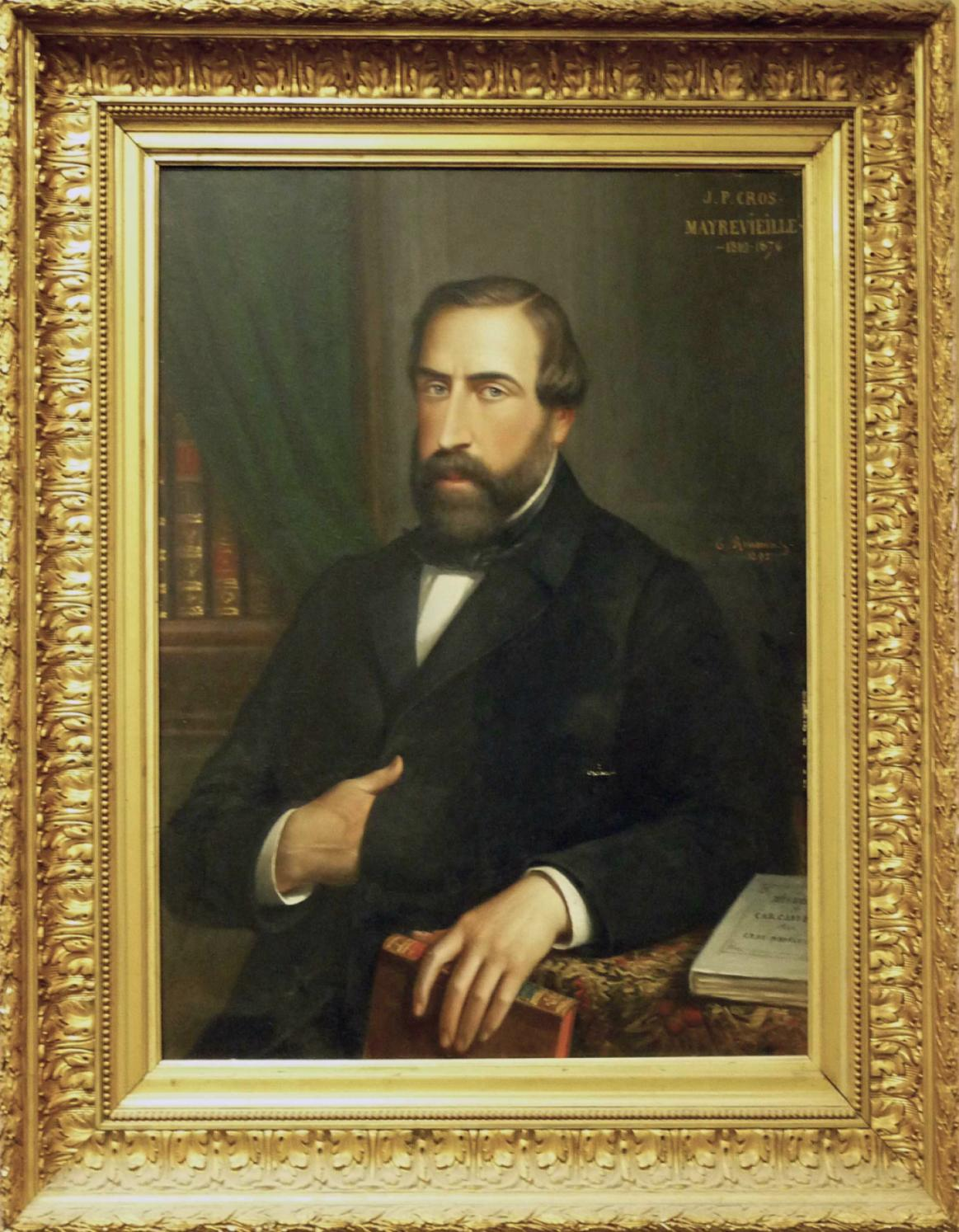
Jean-Pierre Cros-Mayrevieille, président de la Société des arts et des sciences en 1851.
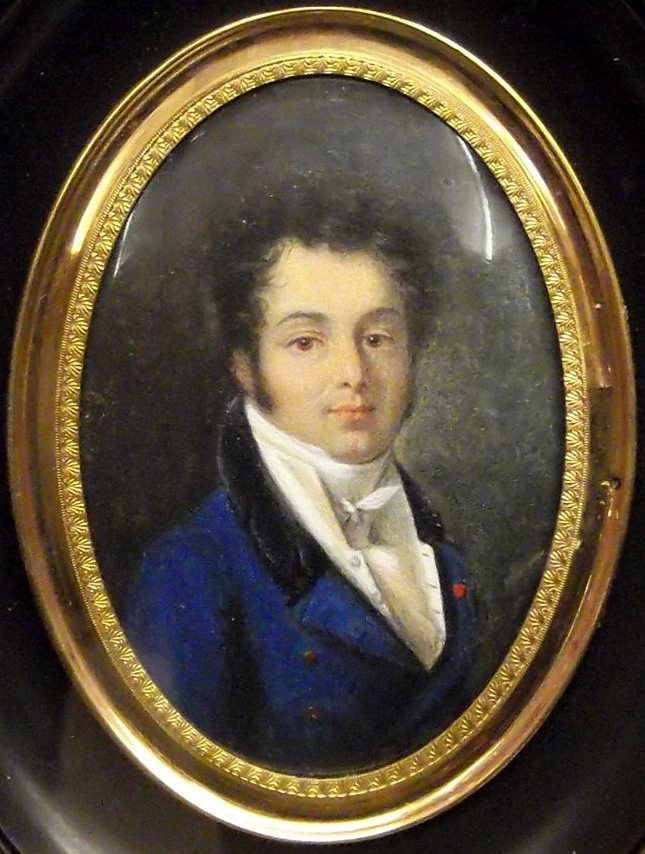
Guillaume Peyrusse, président de la Société des arts et des sciences en 1859.
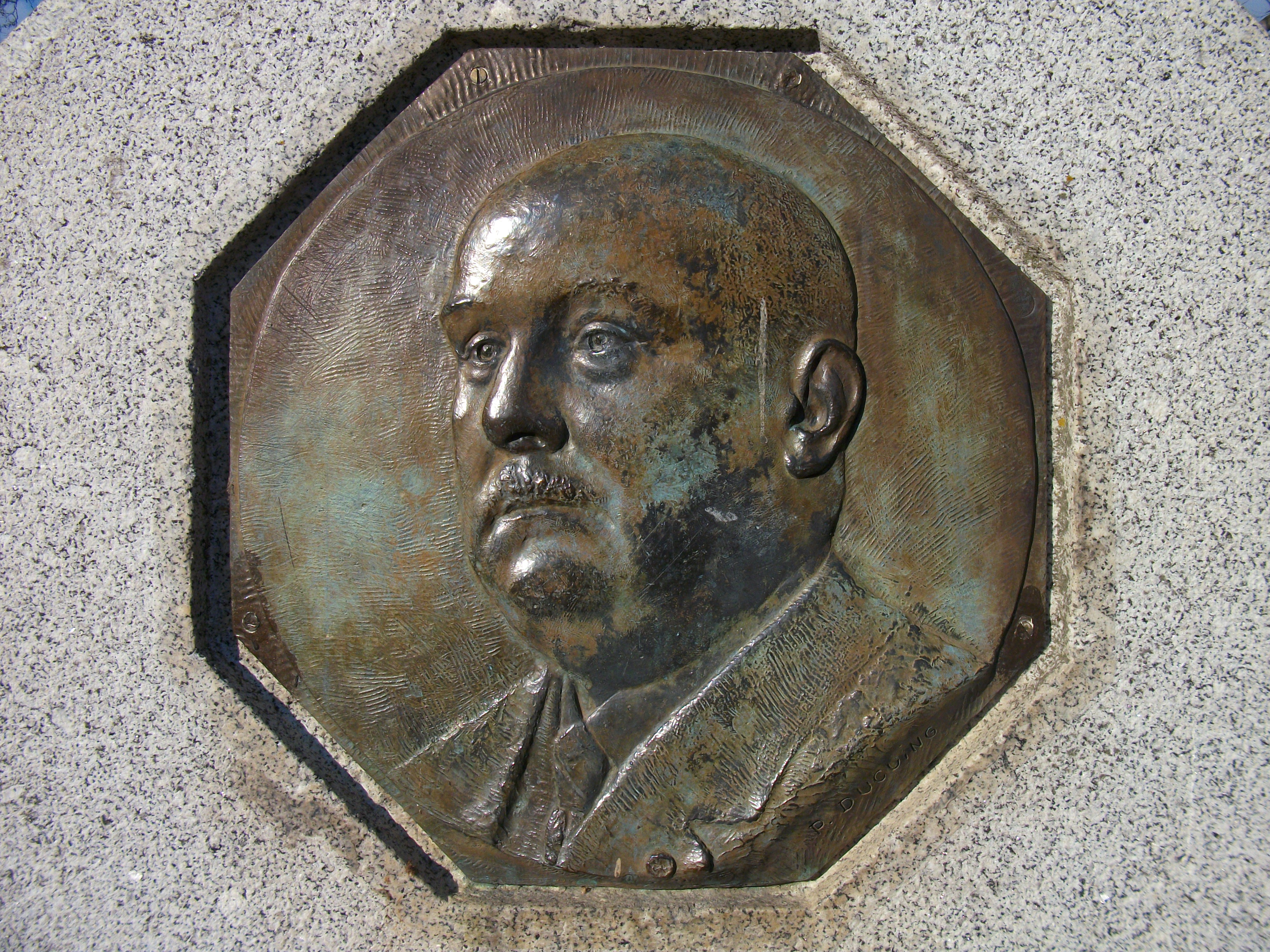
Joseph Poux, président de la Société des arts et des sciences en 1924, 1929, 1933 et 1936
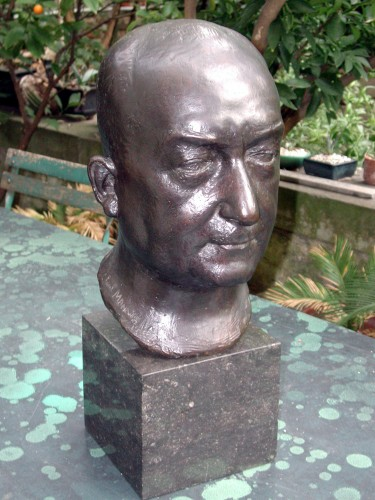
Philippe Soum, président de la Société des arts et des sciences en 1958.

| Portrait                                                        | Identité                 | Période | Période | Durée |
| Portrait                                                        | Identité                 | Début   | Fin     | Durée |
| --------------------------------------------------------------- | ------------------------ | ------- | ------- | ----- |
| Pas de portrait sous licence libre disponible pour Jean Fourié. | Jean Fourié (né en 1944) | 2022    |         |       |

- depuis 2022 : Jean Fourié[12]

## Distinctions décernées à l'Académie
- Médaille d'honneur de la ville de Carcassonne (2009)